# Группа Уэра
Группа Уэра (англ. Ware Group) — тайная оперативная ячейка Коммунистической партии США в органах власти США в 1930-х годах. Первоначально её возглавлял Гарольд Уэр (1889—1935), а затем, после смерти Уэра в результате несчастного случая 13 августа 1935 года, Уиттекер Чемберс (1901—1961).

## История

### Предпосылки

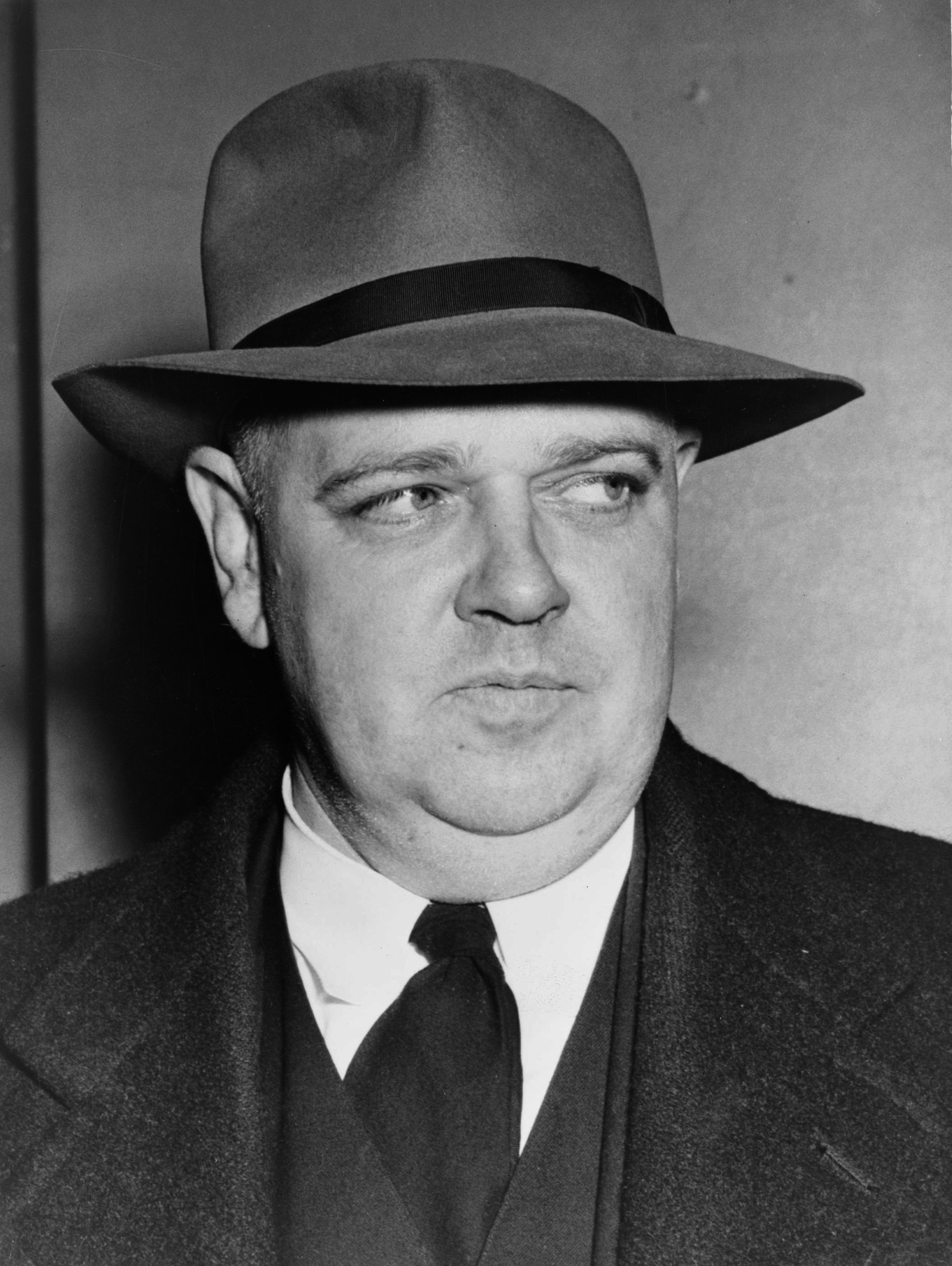
3 августа 1948 года Уиттекер Чемберс впервые дал показания перед HUAC о группе Уэра

Гарольд Уэр основал группу при поддержке Дж. Питерса к лету 1933 года. Уэр был должностным лицом Коммунистической партии, работавшим в федеральных органах власти в Вашингтоне (федеральный округ Колумбия). Также к группе Уэра причисляли экономиста Чарльза Крамера.
Первая известная встреча членов ячейки состоялась в конце 1933 года, и в ней приняли участие восемь человек: Джон Абт, Генри Коллинс, Элджер Хисс, Виктор Перло, Ли Прессмен, Натаниэль Вейл и Нейтан Уитт.
Первоначально Питерс поручил членам ячейки делать «превышающие все ожидания денежные пожертвования» в пользу партии, изучать марксистскую теорию и доктрины, соблюдать «строжайшую тайну» и получать «любые правительственные документы», доступные для них. (Позже некоторые участники утверждали, что это была просто «группа по изучению марксизма»). Документы попадали в руки Борису Быкову, который возглавлял разведуправление ГРУ в США.

### Годы активной деятельности
К 1934 году группа выросла до 75 членов, разделенных на ячейки. Члены первоначально присоединились к группам изучения марксизма, а позднее стали принимать участие в мероприятиях партии. Члены группы разделяли убеждение, что марксистская идеология принесет избавление от Великой депрессии. Чемберс, давая показания, также заявил, что Уэр мог действовать «в соответствии с приказами Центрального комитета Коммунистической партии Соединенных Штатов».
Группа Уэра была основана молодыми юристами и экономистами, работавшими в Управлении по регулированию сельского хозяйства (AAA). Это федеральное агентство периода «Нового курса», хотя и отчитывалось перед министром, но работало независимо от Министерства сельского хозяйства. Все члены группы платили членские взносы Коммунистической партии. Дж. Питерс считал группу Уэра одним из основных источников дохода. Натаниэль Вейл считал, что члены Группы обучаются «сложному делу государственного управления, что будет пользоваться высоким спросом и в дефиците, когда Соединённые Штаты выберут социалистический путь», и что «в коммунистическом режиме они будут готовы встать во главе стола».
Сам Уэр скончался от травм, полученных в автомобильной аварии под Гаррисбергом, штат Пенсильвания, в августе 1935 года. Дж. Питерс, который годом ранее представил ему Уиттекера Чамберса, возложил на последнего руководство Группой.
Группа прекратила существование после выхода Чемберса из коммунистического подполья в 1938 году. Некоторые члены Группы, включая Виктора Перло и Джорджа Сильвермена, присоединились к другим ячейкам, о чём свидетельствует Элизабет Бентли.

## Дело Хисса

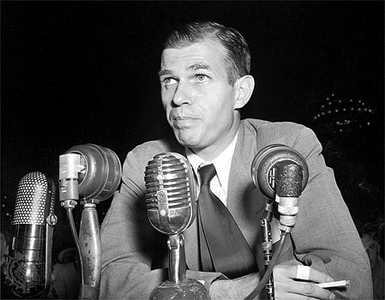
Элджер Хисс дает показания (1948)

31 июля 1948 г. Элизабет Бентли давала показания Комиссии по расследованию антиамериканской деятельности об известных ей шпионских ячейках. Среди прочих она назвала Чемберса как человека, который может подтвердить её показания. 3 августа 1948 года Чемберс представ перед HUAC в качестве свидетеля и дал показания о Группе Уэра.
В августе 1948 года единственным членом Группы, который находился под следствием, оставался Элджер Хисс, осужденный в январе 1950 года по двум пунктам обвинения в даче ложных показаний.

## Дополнительные свидетельства

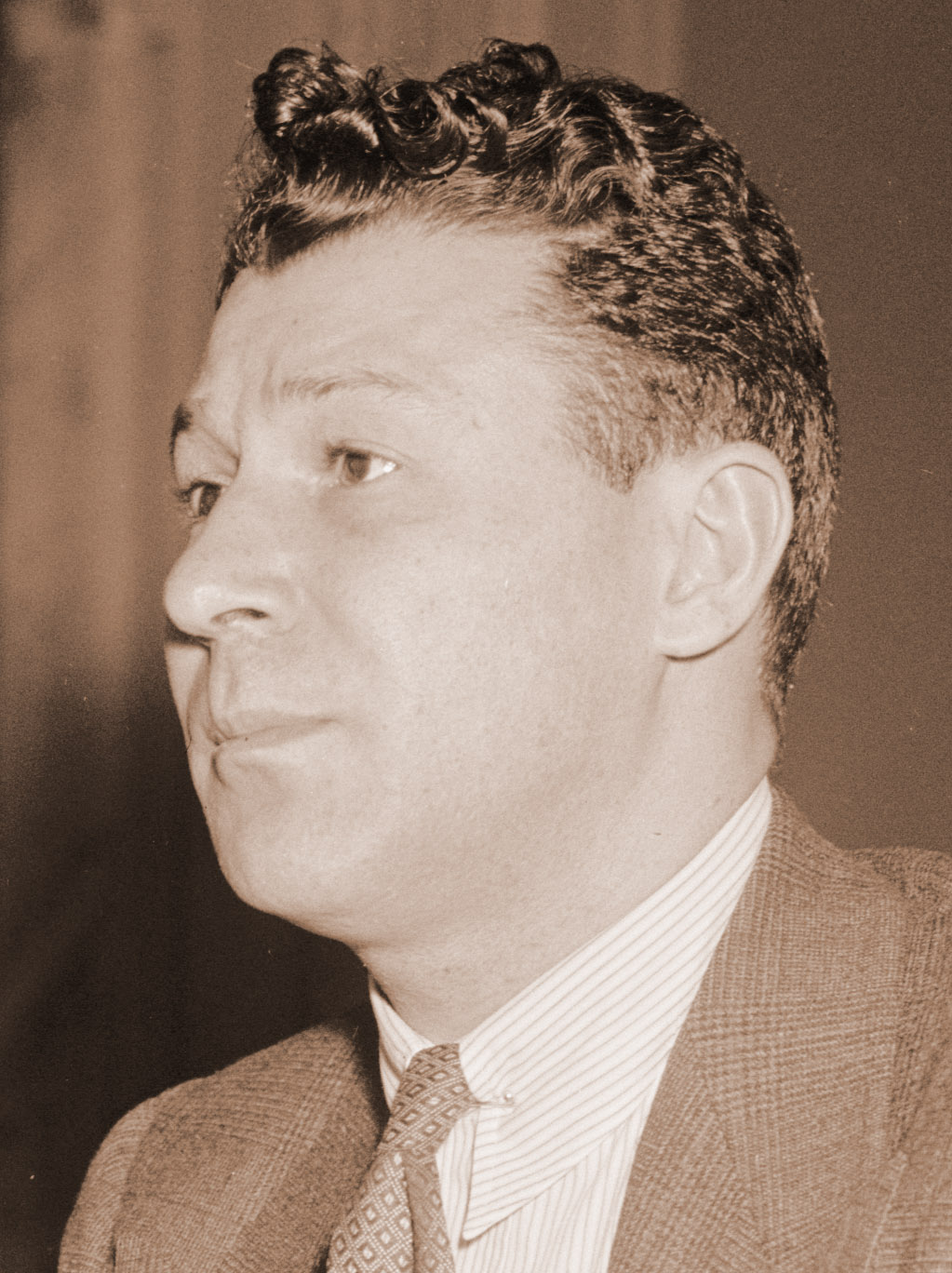
Ли Прессмен во время выступления в подкомитете Сената США (24 марта 1938 года)

В начале 1950-х годов ещё два члена Группы подтвердили часть показаний Чемберса:
- 1950: Ли Прессмен дал показания в Конгрессе и подтвердил свое членство в Группе[3][8]
- 1952: Натаниэль Вейль в ходе дачи свидетельских показаний также подтвердил свое членство в Группе и заявил, что Хисс был членом Группы[9][10].

Профессор Стэнфордского университета Герберт Л. Пэкер писал, что к 1958 году «другие, названные в качестве членов группы Уэра, последовательно ссылались на Пятую поправку, когда их спрашивали о принадлежности к коммунистам».
Пэкер также отметил, что «Хисс косвенно признает факт существования группы Уэра, но полагается на показания Прессмена после суда, чтобы установить, что он не был членом Группы. Действительно, эти показания были одним из оснований, на которые он опирался в своем ходатайстве о новом судебном разбирательстве».
В течение 1990-х годов ещё два члена Группы Уэра признали в мемуарах свое участие в Группе:
- 1993: Джон Абт в своих мемуарах написал, что группа Уэра была составной частью Коммунистической партии, а сам он состоял в ней[11].
- 1994: Хоуп Хейл Дэвис подтвердила в своих мемуарах написанное Абтом и заявила, что ей было известно большинство людей, которых Чемберс перечислил среди своих товарищей-коммунистов и членов Группы[12].

## Члены группы Уэра
Среди предполагаемых членов Группы:
- Дж. Питерс[англ.]
- Гарольда Уэр[англ.]
- Уиттекер Чемберс
- Джон Абт[англ.]
- Ли Прессмен[англ.]
- Джордж Сильвермен
- Виктор Перло
- Элджер Хисс
- Чарльз Крамер[англ.]
- Нейтан Уитт[англ.]
- Генри Коллинс[англ.]
- Марион Бахрах[англ.]
- Джон Херрманн[англ.]
- Натаниэль Вейл[англ.]
- Дональд Хисс[англ.]
- Хоуп Хейл Дэвис[англ.]
- Гарри Декстер Уайт, директор Отдела монетарных исследований Министерства финансов США, также предположительно был связан с Группой[4][7].